# クリスチャン・クローグ
クリスチャン・クローグ（Christian Krohg, 1852年8月13日 - 1925年10月16日）は、ノルウェー出身の画家・著述家・ジャーナリスト。

## 生涯
1852年、クリスチャニア（現オスロ）で生まれた。法律を学んだが、同時に画学校に通い、ドイツ・カールスルーエでハンス・ギューデ(Hans Gude)、カール・グッソーに師事した。1875年、ベルリンに移り、アドルフ・フォン・メンツェルやマックス・リーバーマンの影響を受けた。
1879年夏、友人フリッツ・タウロウを誘ってスカーゲンを訪れ、制作を行った。1881年から1882年までパリで活動し、エドゥアール・マネや印象派に触れた。1882年の秋季展設立にも貢献した。
次第に、自然主義の影響を受け、人々の生活、特に社会的な地位の低い人々や社会の暗部を描くようになる。クローグは特に売春婦たちを描いた作品で知られている。また、1886年には売春婦をテーマにした小説『アルベルティーネ』を出版した。この小説は、その題材からスキャンダルとなり、警察に没収されてしまった。当時、クローグは、作家ハンス・イェーゲルとともに、クリスチャニア・ボヘミアンと呼ばれる芸術家たちのグループの中心人物となっていた。また、芸術新聞『印象派』を発刊した。エドヴァルド・ムンクもクローグに師事していた時期がある。
1901年から1909年までの間、パリに滞在した。1902年には、アカデミー・コラロッシで教えた。1909年から1925年までは、オスロに新設された国立美術学校で教授を務めた。
クローグはまたジャーナリストでもあり、1890年から1910年までオスロの新聞"Verdens Gang"に記事を書いていた。

## 主な作品

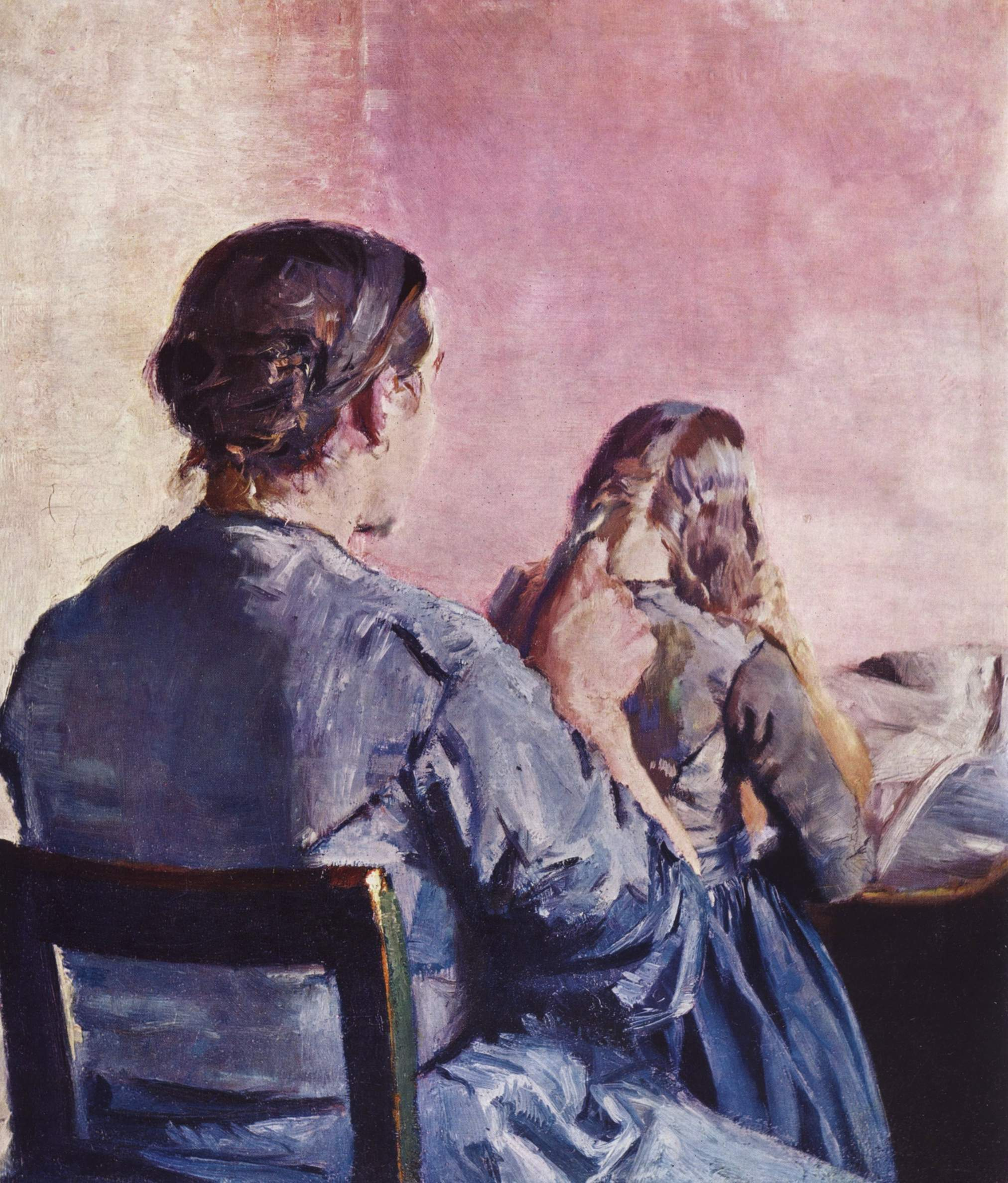
『Håret flettes』（1882年）
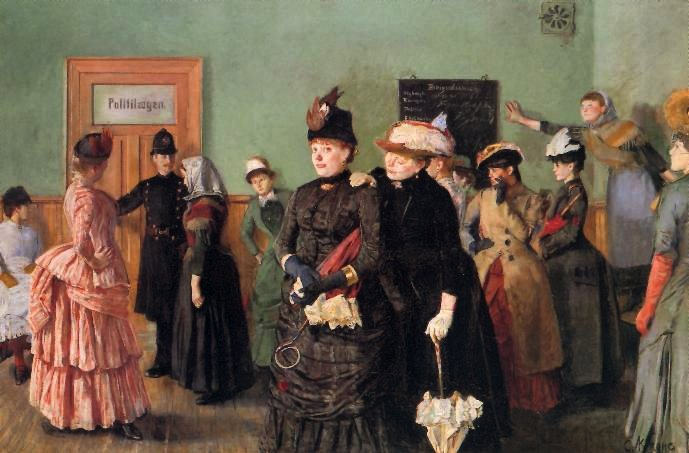
『警察医院待合室のアルベルティーヌ』（1885–87年）
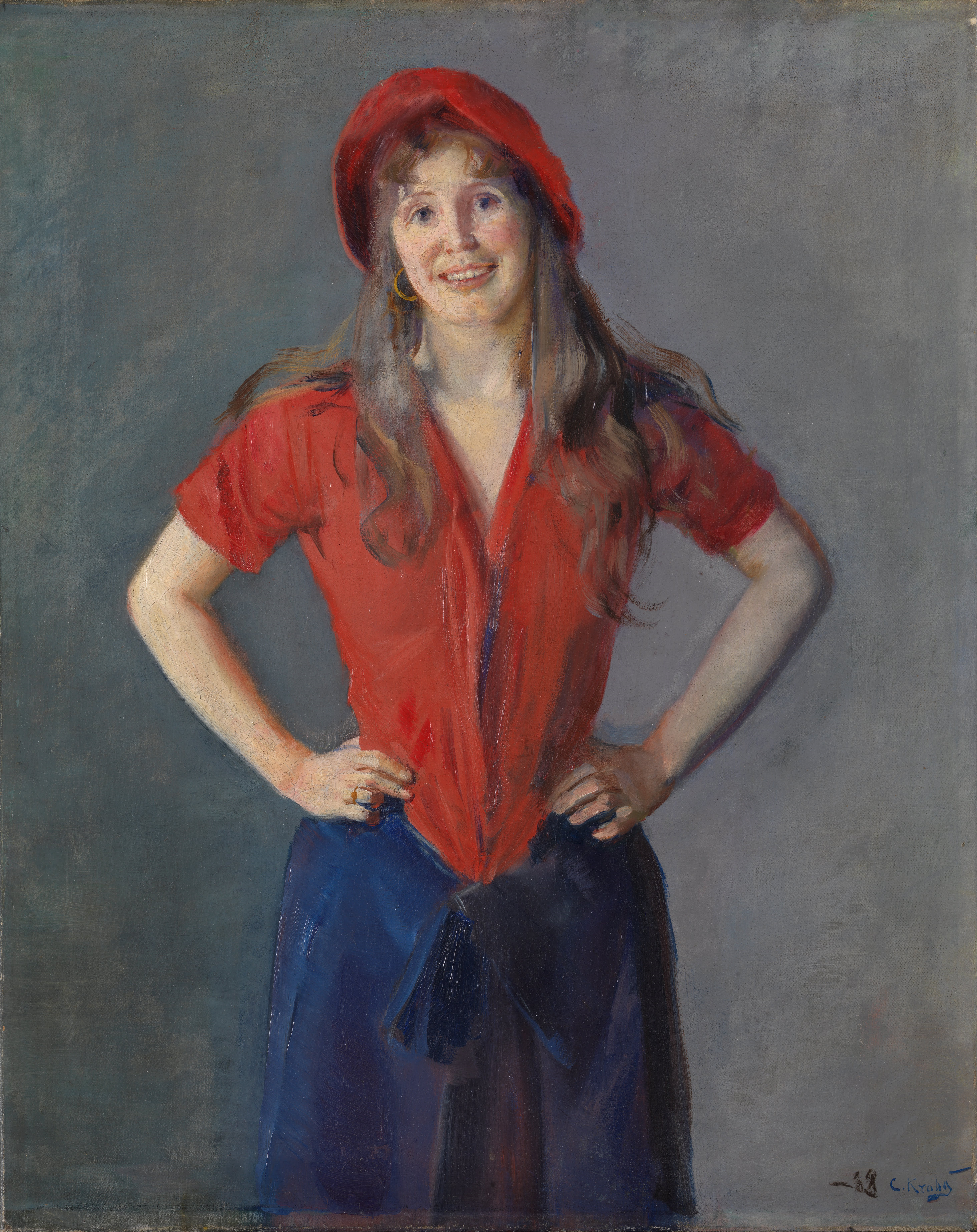
『Oda Krohg』（1886年）
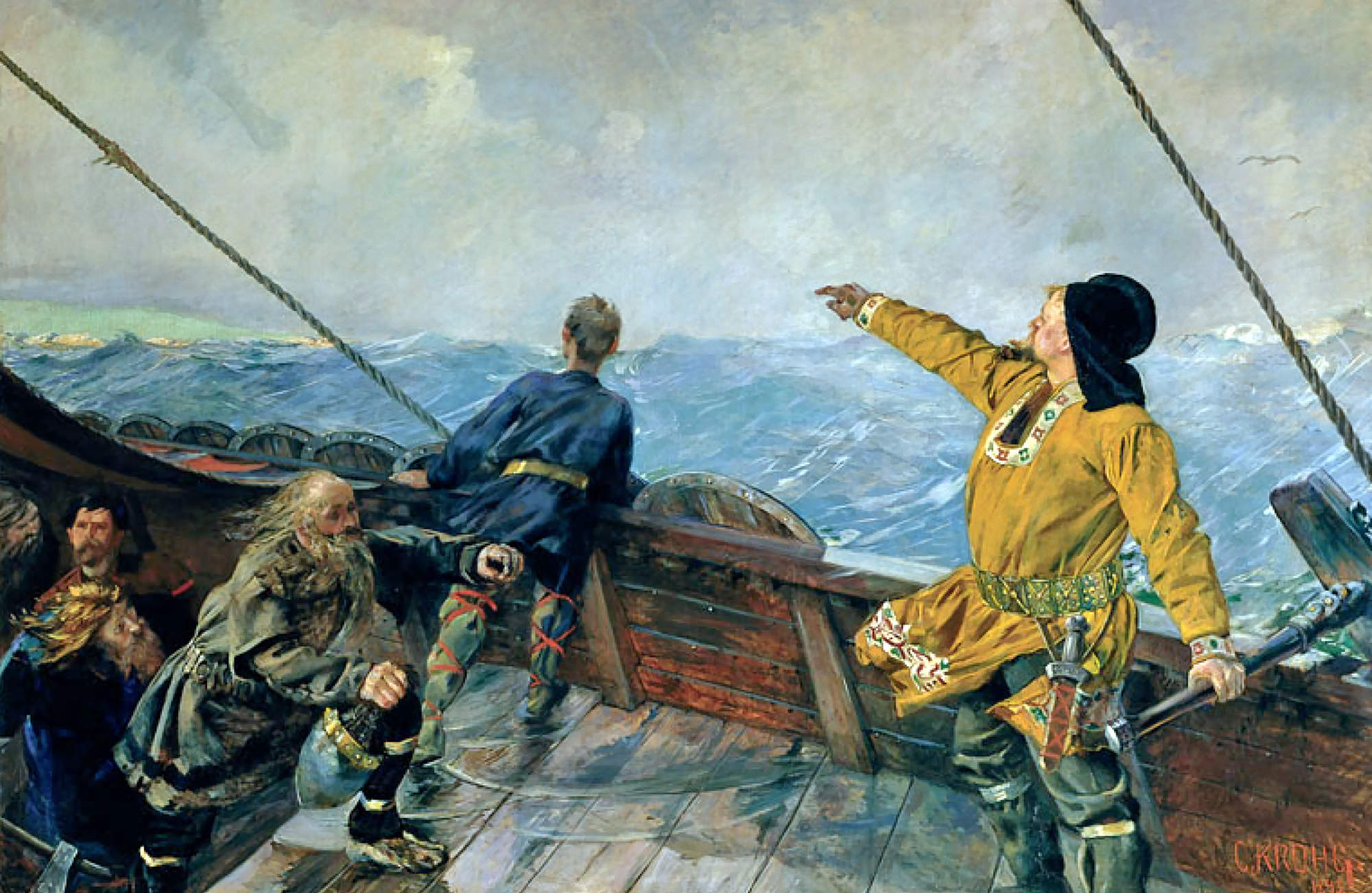
『Leiv Eriksson oppdager Amerika』（1893年）
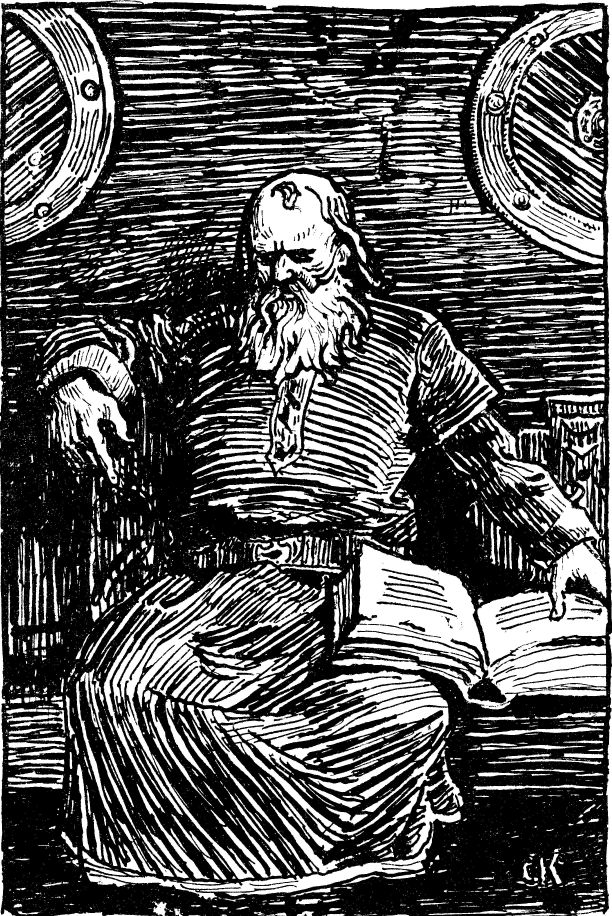
スノッリ・ストゥルルソン
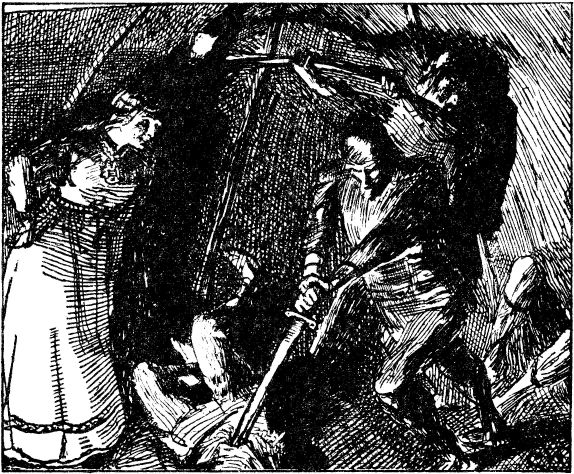
エイリーク血斧王